# Catocala westcottii
Catocala westcottii är en fjärilsart som beskrevs av Augustus Radcliffe Grote 1878. Catocala westcottii ingår i släktet Catocala och familjen nattflyn. Inga underarter finns listade i Catalogue of Life.